# Mullae-dong
Mullae-dong (koreanska: 문래동) är en stadsdel i stadsdistriktet Yeongdeungpo-gu i Sydkoreas huvudstad Seoul.